# Table Island, Nunavut
Table Island är en ö i Kanada.   Den ligger i territoriet Nunavut, i den norra delen av landet, 3 600 km norr om huvudstaden Ottawa. Arean är 58 kvadratkilometer.
Terrängen på Table Island är lite kuperad. Öns högsta punkt är 196 meter över havet. Den sträcker sig 9,7 kilometer i nord-sydlig riktning, och 11,7 kilometer i öst-västlig riktning.